# 大江慎
大江 慎（おおえ まこと、1970年2月17日 - ）は、日本の男性元キックボクサー。C.A.C.C.スネークピットジャパン打撃コーチ。東京都出身。元ISKAフリースタイル世界ライトウェルター級王者。妻は元女子プロレスラーの中西百重。

## 経歴

### タイガージム入門
13歳の時、テレビのバラエティ番組に出演していた初代タイガーマスクの「僕と一緒に運動しよう」の一言で翌週、タイガージムに入門。
ある日プリシューターへの昇格試験があり、ジム内の佐山の部屋へ通された大江はワンツーパンチを見せるよう言われるも極度の緊張のためジャブを出しその手を戻さずストレートを出してしまい佐山に大爆笑されて、この逸話は、その後、タイガージムで伝説になった。現在大江と共同経営するU.W.F.スネークピットジャパンの代表宮戸優光は、このジムのインストラクターであった。

### シュートボクシング時代
1986年、シュートボクシングジム「シーザージム」に入門。2か月後、16歳4か月で後楽園ホールにてプロデビュー。通常プロ格闘技は17歳からの出場が認められているが、旗揚げ2年目で選手不足であったため暗黙の了解で試合出場。当日のパンフレットには17歳と明記されて以降は2年間17歳と書かれ続けた。
デビュー戦の相手は関西出身の25歳。パンチパーマにヒゲ面の強面にビビった大江は試合前日シーザーからこっぴどく怒られる。しかし、その試合で対戦相手を見事なジャーマン・スープレックスで投げてダウンを奪い続けざまにバックドロップ、フロント・スープレックス等で投げまくり大差の判定勝ちを収めた。現在のシュートボクシングのチャンピオンベルトには、その時大江が放ったスープレックスのシルエットが刻まれている。そしてこのデビュー戦は高く評価され次回興行でベストファイト賞として表彰された。
格闘技ライターの熊久保英幸がこの試合を偶然会場で観て感動し、ライターの道へ進んだ。
2戦目は判定で破れるも、その後は破竹の勢いで6連勝4KO。波に乗った大江は18歳で日本タイトルへ挑戦する。
1988年5月21日、後楽園ホールにて大津亨一を破りシュートボクシング日本カーディナル級（スーパーフェザー級）王者となった。
デビューから2年弱で日本王者になった大江は3か月後、当時人気絶頂であったU.W.F.のビッグマッチ「真夏の格闘技戦」に出場。
有明コロシアムに集まった12,000人ものプロレスファンの前でシュートボクシングをアピール。6分13秒KO勝ちで連勝記録を更新。しかし、
その後、20歳の時にシュートボクシングを離脱。格闘浪人となり、タイ遠征を繰り返す。

### UWFインターナショナル時代
高田延彦に誘われ、1991年にUWFインターナショナルに入団。競技性の違いからはじめは断り続けた大江だったが、高田らと酒の席で泥酔して「一緒にやろう」、「お願いします」の二言で入団が決定。 スタンディング・バウト部門選手となる。
1993年9月5日、後楽園ホールにて行われたISKAフリースタイル世界ライトウェルター級王座決定戦で、ルシアン・デロイ（ISKAヨーロッパライトウェルター級王者）を2R1:58KOで破り、世界王者となる。
1994年、Uインター vs. シュートボクシングの対抗戦が始まり大いに盛り上がる。特に同年11月22日に後楽園ホールで行われた吉鷹弘との試合はその年のベストバウトとなり、今でも伝説として語り継がれている。
1995年3月15日、後楽園ホールで行われたスチュワート・バレンティーニ戦(判定勝ち)を最後にリングから離れ、7月にUインターを円満退団した。

### 解説者、コーチ時代
1997年、Uインター時代の同僚田村潔司とスポーツ・格闘技ジムU-FILE CAMP設立。この頃からFIGHTING TV サムライでキックボクシングの解説を担当するようになる。1999年、U.W.F.スネークピットジャパンの打撃コーチに就任した。
2004年9月18日、サムライTVの番組内でプロレスラーの中西百重と婚約したことを発表。
2005年1月9日、ディファ有明で行われた「生ゴン1000回記念 サムライ祭り&SAEKI祭り2」にて武田幸三を相手に自身の引退試合を行う。
以降は「格闘ジャングル」、「生でGON!GON!」、「ニュース侍」、「Sアリーナ」など、サムライTVの看板番組のメイン司会に抜擢される。また、同時期放送が開始されたキックボクシングNEWSバラエティ番組「キックの星」、「キックの惑星」では、本人がタイの裏路地や田舎街をデジカメ1台で旅するコーナー「ムエタイ日記」が人気を呼び、翌年からは毎年番組企画として「大江慎と行くムエタイツアー」が行われた。特に2004年には75人の参加者を集め、その年のH.I.S団体企画ツアー最多参加者数を記録した。
現在はC.A.C.C.スネークピットジャパンのほか、シュートボクシング新小岩ジム等でコーチを務める他、女子プロレス団体スターダムのPPV中継でレギュラー解説を務める。

## 人物
- 有明コロシアムにて試合した際、この時に後楽園ホール以外の試合が初めてだった為か、極度の緊張とプレッシャーから円形脱毛症になり、試合後ジム仲間と出掛けた海水浴でバカにされた。
- A BATHING APE創設者であり、クリエイティブディレクターのNIGOとは公私ともに仲が良く、NIGOが手掛けたプロレス興行(BAPESTA!！PRO WRESTLING2008)のテレビ中継では、共に実況席から解説を行なった。
- 大江がテレビ出演で身に付けている腕時計は、NIGOから贈られたGOLDのBAPEX。
- 長女はアイドルグループ「キミと永遠に」の睦月まる[2]。

## 獲得タイトル
- SB日本スーパーフェザー級王座
- ISKAフリースタイル世界ライトウェルター級王座

## 出演番組
- 速報!バトル☆メン（FIGHTING TV サムライ）
- KO打撃ックス（FIGHTING TV サムライ）
- シュートボクシング 生中継解説（AbemaTV 格闘チャンネル）
- We are STARDOM!!〜世界が注目!女子プロレス〜（BS日テレ、TOKYO MX）

## 過去の出演
※特記がないものはすべてFIGHTING TV サムライ。

### テレビ
- Sアリーナ
- キックの星（司会）
- キックの惑星（司会）
- 試合中継・バトルステーション（新日本キック協会、ニュージャパンキックボクシング連盟、マーシャルアーツ日本キックボクシング連盟、強者、タイタンズ）（解説）
- 生でゴンゴン（司会）
- ムエタイチャレンジ「六人の侍タイを行く」（現地リポート、解説）
- K-1ダイナマイト座談会（司会）
- DEEP座談会（司会）
- PRIDE.22座談会（司会）
- 新日本キック協会ラジャダムナン決戦（現地リポート、解説）
- 生でゴンゴン新春福袋スペシャル（司会）
- 女子プロレス中継（BPM、全日本女子プロレス）（解説）
- 生でゴンゴン年末スペシャル（司会）
- 女子格闘技中継「ラブインパクト、ガールズショック」（解説）
- 高山善廣のなんでもいいじゃんか（アシスタント）
- ムエタイ中継「ムエタイ大江祭り」（現地リポート、解説）
- 野毛エピソードシリーズ・永田裕志編（タイ・ナビゲーター）
- ニュース侍（司会）
- 小野寺力引退試合中継（実況解説）
- ニュース侍年末スペシャル（司会）
- プロレスリングNOAH特別番組（司会）
- 総合格闘技「マーズ」中継（解説）
- プロレスリングNOAHバラエティー「有明モダンボーイズ」（司会）
- キックの星タイツアー（2005年 - 2008年）（司会、現地ナビゲーター）
- 海外プロレス中継「ROH」（解説）
- プロレス情報番組「クローズライン」（解説）
- 格闘技情報番組「格闘ジャングル2」（解説）
- プロレス中継「BAPESTA!!プロレスリング」（解説）
- プロレス中継「ハードヒット」（解説）

### ネット番組
- すきスポ「ウィークリースポーツニュース」（司会）

### CM
- PlayStation 2ソフト「オールスタープロレスリング3」
- 池田模範堂「液体ムヒ」爆笑問題ボクシング編（レフェリー役）